# Gustav Rudolf Sellner
Gustav Rudolf Sellner   (Traunstein, 25 de maig de 1905 - Burgberg, 8 de maig de 1990) va ser un actor, dramaturg, director d'escena i intendent alemany. Va representar a la dècada de 1950 un radical Instrumentales Theatre (teatre instrumental). Després de dècades d'actuació i direcció d'obres, es va dedicar a la posada en escena d'òperes i va ser durant molt de temps intendent de la Deutsche Oper Berlin des de 1961, quan es va construir el mur de Berlín. Va fer estrenes mundials notables, com ara l'obra Der Graf von Ratzeburg d'Ernst Barlach el 1951, Mörder ohne Bezahlung de Ionesco el 1958, Alkmene de Giselher Klebe el 1961 per a l'obertura de la Deutsche Oper i l'òpera Melusine d'Aribert Reimann el 1971.

## Biografia

#### Carrera
Gustav Rudolf Sellner, va començar la seva carrera com a actor, dramaturg i director d'escena als teatres de Mannheim amb Francesco Sioli a partir de 1925, a Gotha des de 1928 i a Coburg de 1929 a 1931. Va ser influenciat per la obra d'Otto Falckenberg, Leopold Jessner i Erwin Piscator. Va ser responsable d'interpretació, dramaturg i actor al "Landestheater Oldenburg" des de 1932 fins a 1937 quan hi va ascendir a Schauspieldirektor (director d'obres). Sellner es va unir al Partit Nazi el 1933. Va ser intendent del "Stadttheater Göttingen" de 1940 a 1943.
Sellner va ser intendent de la "Städtische Bühnen Hannover" des de 1943. També va dirigir la "Theaterschule Hannover", una escola d'actuació com a part de la "Landesmusikschule Hannover". El 1944 va ser nomenat intendent general de la "Städtische Bühnen". L'octubre de 1944 va ser reclutat per la Wehrmacht. Després de la Segona Guerra Mundial, va ser presoner de guerra i va ser internat fins al 1947 en dos camps de presoners dels Estats Units. En el procés de desnazificació el 1949, va ser classificat com a Mitläufer, revisat el 1950 a "entlastet". De 1948 a 1951, va treballar com a director d'escena a Kiel, Essen i Hamburg. Va representar a Kiel el 1948, Els perses d'Èsquil, i el 1950 La casa de Bernarda Alba de Lorca.
De 1951 a 1961, Sellner va ser intendent del "Landestheater Darmstadt". Va posar en escena l'estrena de Der Graf von Ratzeburg d'Ernst Barlach el 1951. Sellner també tenia una petita escola de teatre a Darmstadt. Quan l'Estat cessà les subvencions l'any 1954 davant la manca d'èxit de col·locació entre els graduats, l'escola de teatre es va haver de dissoldre. El 1954, Sellner va posar en escena Troilos i Crèssida de Shakespeare a la "Staatliche Schauspielbühne" de Berlín, i el seu Der Sturm al "Ruhrfestspiele" de 1959. A Darmstadt, va dirigir l'estrena de Mörder ohne Bezahlung d'Ionesco el 1958. Va treballar com a convidat habitual al Burgtheater, posant en escena un cicle d'obres de Sófocles, Èdip Rei el 1960, Antígona el 1961 i Elektra el 1963.
Sellner tenia fama de ser un representant del teatre clàssic. El 1959, va ser convidat per Carl Ebert per posar en escena l'òpera Moses und Aron de Schönberg a la "Städtische Oper" de Berlín. Va esdevenir intendent general (director general) de la companyia d'òpera, ara anomenada Deutsche Oper Berlin, l'any 1961. Va ser durant la Guerra Freda, i s'esperava que mostrés la cultura a Berlín Occidental en un nou teatre d'òpera. Unes setmanes abans de l'obertura, es va construir el mur de Berlín, fent que les ambicioses actuacions d'obertura siguin encara més un repte logístic. El nou teatre d'òpera es va inaugurar l'any 1961 amb la representació del Don Giovanni de Mozart, posada en escena per Ebert i dirigida per Ferenc Fricsay, amb cantants com Elisabeth Grümmer, Pilar Lorengar, Erika Köth, Dietrich Fischer-Dieskau, Donald Grobe, Josef Greindl i Walter Baia. L'endemà, Alkmene de Giselher Klebe va rebre la seva estrena mundial, posada en escena per Sellner i dirigida per Heinrich Hollreiser. El tercer dia, l'Aida de Verdi es va mostrar en una producció de Wieland Wagner.[8] Sellner va ocupar el càrrec a la Deutsche Oper Berlin fins a 1972. Va posar en escena Borís Godunov de Mússorgski el 1971 a Berlín, l'estrena de Melusine d'Aribert Reimann el mateix any al Festival de Schwetzingen, Wozzeck d'Alban Berg també el mateix any al Festival de Salzburg, Idomeneo de Mozart al Festival de Salzburg el 1973, Der Besuch der alten Dame de Gottfried von Beinemuch, al "Nationaltheater München" el 1975, i Die Jagdgesellschaft de Thomas Bernhard al "Theater Basel" el 1974, entre d'altres. De tant en tant, Sellner també treballava per a televisió i cinema. A la producció de Maximilian Schell, Der Fußgänger, Sellner va interpretar el paper principal mentre Schell personificava el seu fill difunt.
Sellner es va casar des de 1940 amb l'actriu Manuela Bruhn i des de 1951 amb Ilse Sellner. El primer matrimoni va produir dos fills. Va morir a Burgberg, part de Königsfeld a la Selva Negra.

## Publicacions
- Gustav Rudolf Sellner: Nou drama alemany. Coburg 1929.
- Gustav Rudolf Sellner, Werner Vienna: Paisatge teatral. Bremen 1962.

## Pel·lícules
Sellner va dirigir diverses òperes per a televisió i va aparèixer com a actor en diverses pel·lícules:
- 1955 Orff: Die Kluge (TV òpera, director)
- 1958 Orff: Die Bernauerin (TV òpera, director)
- 1957: Abu Kasems Pantoffeln (TV Movie, director) – Erzähler
- 1961 Ionesco: Die Nashörner (TV, director)
- 1965 Claudel: Der seidene Schuh (TV series, director)
- 1968 Henze: Der junge Lord (TV òpera, director)
- 1973: Der Fußgänger – Heinz Alfred Giese
- 1975: Ansichten eines Clowns – El Pare
- 1979: David – Dr. Grell
- 1979: Phantasten (TV Movie) – Dr. Plesse
- 1980: Ein Mann von gestern (TV Movie) – Knoop (final film rol)

## Premis
Sellner va rebre diversos premis, com ara;
- 1967: Premi d'Art de Berlín
- 1965: placa de Goethe de l'estat de Hesse
- 1965: Ordre des Arts et des Lettres
- 1972: Gran Creu Federal al Mèrit amb estrella
- 1974: Premi de cinema alemany/Cinta de pel·lícula d'or per Der Fußgänger (El vianant)

## Exposició
1996: Gustav Rudolf Sellner. Director i intendent, Theatermuseum Düsseldorf [de], pel Theaterforschung (Col·lecció de ciències teatrals) de la Universitat de Colònia.